# Bleptina ochracealis
Bleptina ochracealis är en fjärilsart som beskrevs av Moore 1867. Bleptina ochracealis ingår i släktet Bleptina och familjen nattflyn. Inga underarter finns listade i Catalogue of Life.